# Rynarcice (Opole)
Pour les articles homonymes, voir Rynarcice.
Rynarcice est une localité polonaise de la voïvodie d'Opole et du powiat de Nysa.